# Vers la pente
Vers la pente è un cortometraggio muto del 1907 diretto da Lucien Nonguet.

## Produzione
Il film fu prodotto dalla Pathé Frères.

## Distribuzione
Distribuito dalla Pathé Frères, il film - un cortometraggio di 115 metri - uscì nelle sale francesi nel 1907.